# 印度氣候

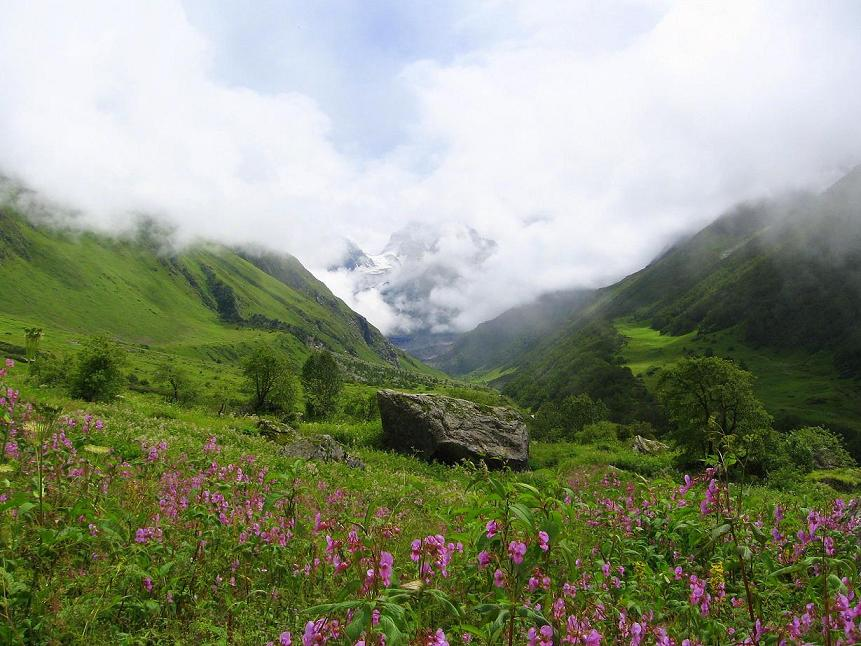
北阿坎德邦的花谷國家公園中一景。該公園因位於藏斯卡山和大喜馬拉雅山脈之間迎風面，因此獲得充足的地形性上昇降水，而植物茂盛，生機盎然。

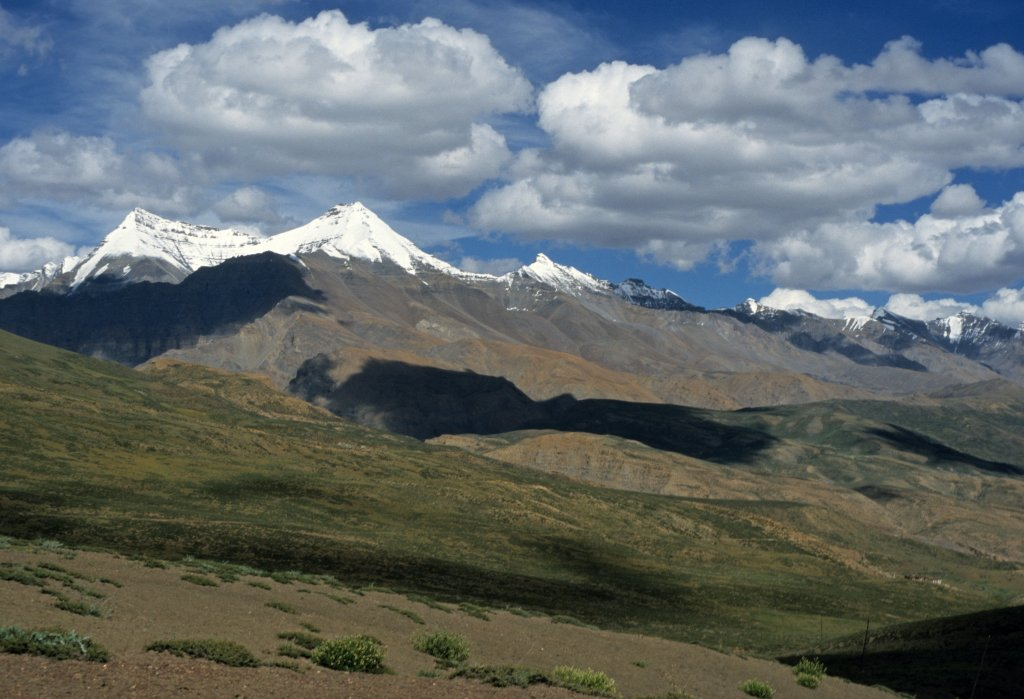
在始新世早期（大約5.2千萬年前）形成的喜馬拉雅山脈（如圖）是決定印度現代氣候的一個關鍵因素。全球氣候和海洋化學可能也受其影響。

印度氣候（英語：climate of India）由廣闊的地理疆域和多樣的地形組成。根據柯本氣候分類法，印度擁有多種氣候亞型。這些氣候型態從西部的乾旱和半乾旱地區到北部喜馬拉雅山脈地區的高原、亞北極、凍原和冰帽氣候，隨著海拔升高而發生變化。印度北部有屬於亞熱帶氣候的低地，而一些海拔較高的地區，如斯利那加，則屬於大陸性氣候。相較之下，該國南部和東部的大部分地區呈現的是熱帶氣候樣貌，有茂密的雨林存在。印度許多地區存有截然不同的微氣候，使其成為世界上氣候最為多樣的國家之一。該國氣象部門遵循國際標準，將一年分為四季，但也做了一些局部調整：冬季（12月至2月）、夏季（3月至5月）、季風季節（雨季）（6月至9月）以及季風後時期（10月和11月） 。
印度的地理和地質在氣候上具有關鍵作用：西北部的塔爾沙漠和北部的喜馬拉雅山脈共同創造具有文化和經濟重要性的季風體制。這種氣候模式不僅影響印度的降水分佈、土壤類型和植被覆蓋，更進一步影響印度的農業發展、城市規劃和當地人的生活方式，而塑造出印度獨特的文化和經濟樣貌。喜馬拉雅山脈是地球上最高、規模最龐大的山脈，阻擋來自青藏高原和中亞北部的寒冷下降風進入。印度北部大部分地區因此在冬季得以保持溫暖或是不致過於寒冷，但同樣的，這種熱障也讓印度大部分地區在夏季炎熱。印度南部通常有較高的氣溫，也因鄰近海洋，更為潮濕。然而，南印度的一些高地，如烏塔卡蒙德，則以寒冷的氣候而聞名。
雖然北迴歸線（熱帶和亞熱帶的分界線）穿越印度中部，但該國大部分地區仍屬熱帶氣候。印度的季風和其他天氣模式變化很大，與許多熱帶地區一樣：會零星發生極端的乾旱、熱浪、洪水、氣旋和其他自然災害，但已足以導致數百萬人流離失所，或因之喪生。由於人類活動而引起的氣候變化，印度氣候事件的頻率和嚴重程度會隨之變化。印度目前和未來發生的植被變化、海平面上升和印度低窪沿海地區的洪水也是全球暖化導致的結果。

## 史前氣候

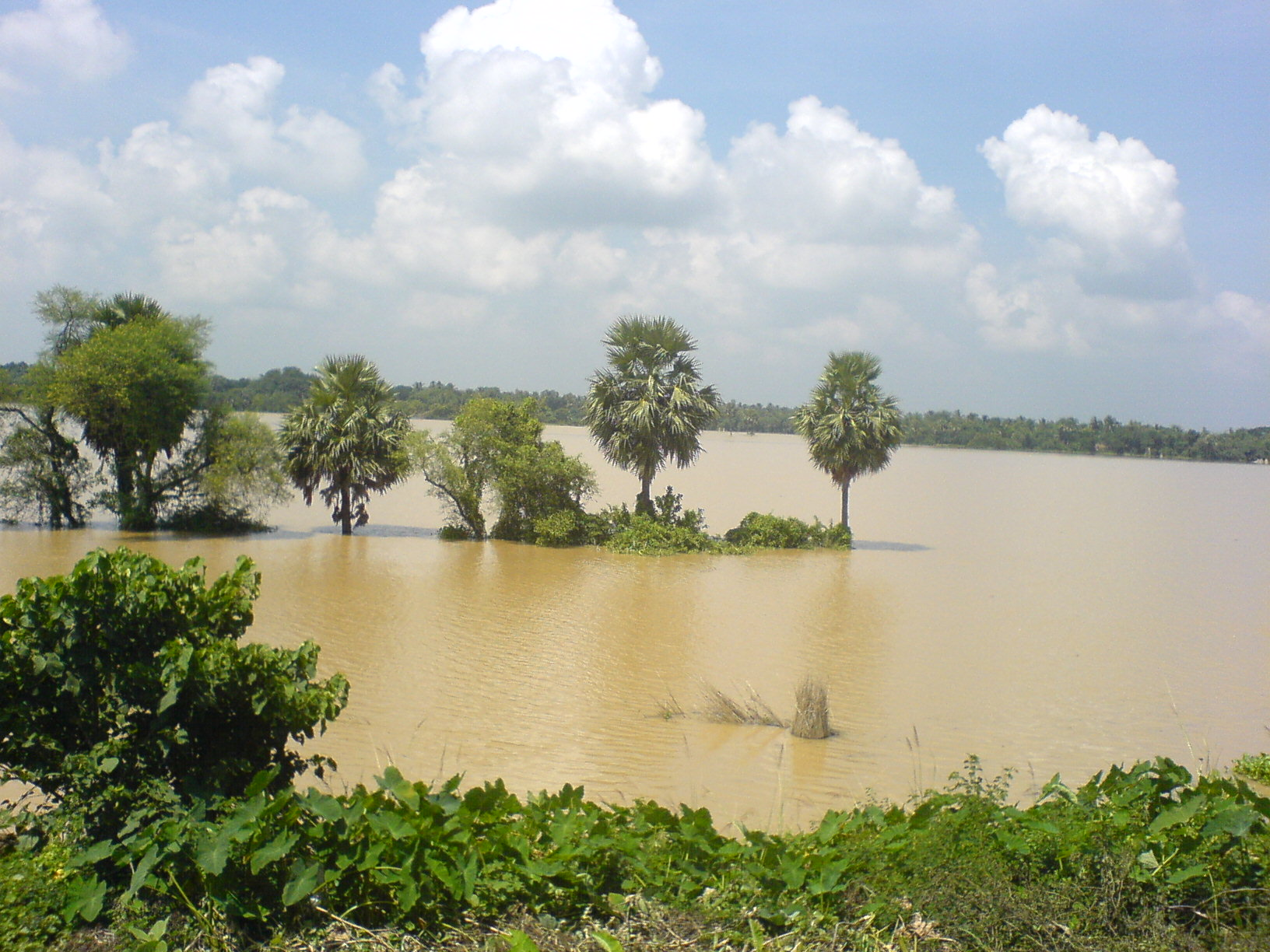
西孟加拉邦的季風豪雨導致許多地區處於淹水狀態。

### 歷史
印度次大陸在2.51-1.996億年前的三疊紀時期是巨大的超大陸（盤古大陸）的一部分。雖然當時其位於南緯55°至75°的高緯度地帶（現在由南極半島的部分地區佔據），而印度目前的位置卻位於北緯8°至37°之間。印度可能經歷過溫暖，無霜凍的濕潤，又四季分明溫帶氣候，後來併入南部超大陸 - 岡瓦納大陸，這個過程始於大約5.5-5.0億年前。在古生代後期，岡瓦納大陸從南極或附近擴展到赤道附近，印度克拉通（穩定的大陸地殼）位於其中，形成有利於高生物量生態系統的溫和氣候，造成印度今日擁有巨大的煤碳儲量（其中大部分來自古生代後期沉積過程），排名為世界第四大。世界（包括印度在內）於中生代期間比今天溫暖得多。全球進入石炭紀後而發生寒化，引發廣泛的冰河作用，從南非向北延伸到印度，這個寒化時期一直持續到二疊紀。
印度板塊的構造運動使其經過一地質熱點 -（留尼汪熱點） 的上方（現在該熱點位於留尼汪島之下），而導致約6-6.8千萬年前白堊紀末期發生的大規模洪流玄武岩事件，形成今日的德干暗色岩（位於印度中西部，是地表上最大型的火山地形之一，厚度超過2,000公尺，面積為50萬平方公里）。也可能因此導致全球白堊紀—古近紀滅絕事件，印度日照因此大幅減少。地球大氣中硫的濃度升高，形成二氧化硫和硫酸等氣溶膠（類似於金星大氣層中的成分），然後沉降為酸雨。大量的二氧化碳排放也加劇溫室效應，導致天氣變暖，即使大氣中的灰塵和氣溶膠逐漸消失，這種情況仍持續很長一段時間。 在印度次大陸衝入勞亞大陸很久之後的2,000萬年前，進一步的氣候變化足以導致許多印度特有物種的滅絕。喜馬拉雅山脈形成後，導致中亞寒冷的空氣南下受阻，無法到達印度，使得它的氣候明顯更加溫暖和更具熱帶特徵。
更近的全新世時期（4,800-6,300年前），現在的塔爾沙漠的部分地區濕度足以支持常年存在的湖泊，研究人員提出這是由於冬季降雨量大幅增加，與當時已有更強的季風相吻合。 克什米爾曾有過亞熱帶氣候，但在2.6-3.7億年前急劇降溫，並從60萬年前開始經歷過長時間的寒冷時期。

## 氣候區

印度的柯本氣候分類是根據氣溫、降水量和季節分佈而劃分。

印度擁有極為多樣的氣候區，從南部的熱帶到喜馬拉雅山脈北部的溫帶和高原山地氣候，高原地區於冬季會持續降雪。該國的氣候深受喜馬拉雅山脈和塔爾沙漠的影響。喜馬拉雅山脈和巴基斯坦的興都庫什山脈阻斷中亞冷風穿越，讓印度次大陸的大部分比其他類似緯度的大多數地區更為溫暖。而塔爾沙漠在吸引潮濕的西南夏季季風方面有重要作用，這些季風於6月至10月期間能提供印度大部分的降雨。印度氣候因地而異，可分為四大氣候群，共七種氣候類型。這些分類是根據溫度、降水等氣候要素，並參考柯本氣候分類系統來劃分。

### 熱帶
熱帶多雨氣候區持續存在溫暖或高溫的狀態，氣溫通常不會低於18°C (64 °F)。印度主要有兩種熱帶群的亞型：熱帶季風氣候和熱帶疏林莽原氣候。
熱帶季風氣候最為潮濕，涵蓋馬拉巴爾海岸、西高止山脈和阿薩姆邦南部的西南低地及其鄰近地區。印度的兩個島嶼領土 - 拉克沙群島以及安達曼-尼科巴群島也受到這種氣候的影響。其特點是全年氣溫適中至高溫（在山麓地區依然如此），降雨量有季節性，但雨量很大，通常每年超過2,000毫米（79 英寸）。大多數降雨發生在5月至11月期間，這些水分足以在乾旱年份內支持茂密的森林、沼澤地區和其他植被。12月至次年3月是最乾燥的月份，少有降雨。季風期間的大量降雨造就這些地區中部分地區中豐富的生物多樣性。
印度的熱帶疏林莽原氣候更為常見。印度半島內陸大部分地區除受到西高止山脈以東的半乾旱雨影影響外，都比熱帶季風氣候地區明顯乾燥。冬季和初夏是漫長而乾燥的時期，平均氣溫高於18°C (64°F)。夏天非常熱， 低窪地區於5月份的氣溫可能會超過50°C (122°F)，導致熱浪發生，每場熱浪可能造成數百人死亡。雨季從6月持續到9月。此類地區年平均降雨量在750至1,500毫米（30至59英吋）之間。一旦乾燥的東北季風在9月出現，除坦米爾那都邦和朋迪治里市（聯邦屬地）會發生印度最顯著的降水之外，所有其他邦均相對乾燥。
恆河三角洲大部分位於熱帶濕潤氣候區：西部地區每年降雨量為1,500至2,000毫米（59至79英吋），東部地區每年降雨量為2,000至3,000毫米（79至118英吋）。平均而言，一年中最涼爽的月份是1月，4月和5月是最溫暖的月份。1月平均氣溫為14至25°C（57至77°F），4月平均氣溫為25至35°C（77至95°F）。平均而言，7月是最冷、最潮濕的月份：此時降雨量超過330毫米（13吋）。
而位於印度洋東邊的尼科巴群島（接近印尼蘇門答臘的西北端）則是熱帶雨林氣候。

### 乾旱及半乾旱區
乾旱及半乾旱區因蒸發散作用強烈，導致地表水分迅速蒸發，形成乾燥少雨的氣候。北迴歸線以南、西高止山脈和豆蔻丘陵以東的大片土地以半乾旱草原氣候（熱半乾旱氣候）為主。該地區涵蓋卡納塔卡邦、內陸坦米爾那都邦、安德拉邦西部和馬哈拉什特拉邦中部，每年降雨量在400至750毫米（15.7至29.5英寸）之間。此氣候區容易發生乾旱，因為西南季風偶爾會遲到，或甚至不來，導致降雨量不太穩定。當地必須使用人工灌溉才維持永久性農業。

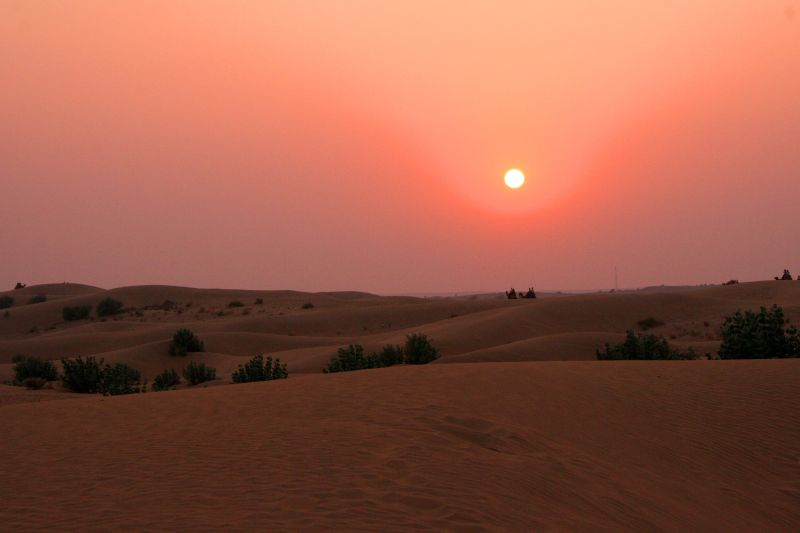
塔爾沙漠中一景。

卡納塔卡邦分為三個區域 - 沿海地區、北部內陸地區和南部內陸地區。其中沿海地區降水量最多，年平均為3,638毫米（143.2英吋），遠超過整個邦的平均降水量1,139毫米（44.8英吋）。沿海的希莫加縣阿貢貝年降雨量位居印度第二，但並非當地常態。在克里希納河以北，夏季季風帶來大部分降雨，在南部，10月和11月也會出現大量季風後降雨。 12月是最冷的月份，平均氣溫仍約為20–24°C (68–75°F)。3月至10月炎熱乾燥。月平均氣溫徘徊在32°C (90°F) 左右，降水量為320毫米（12.6英吋）。

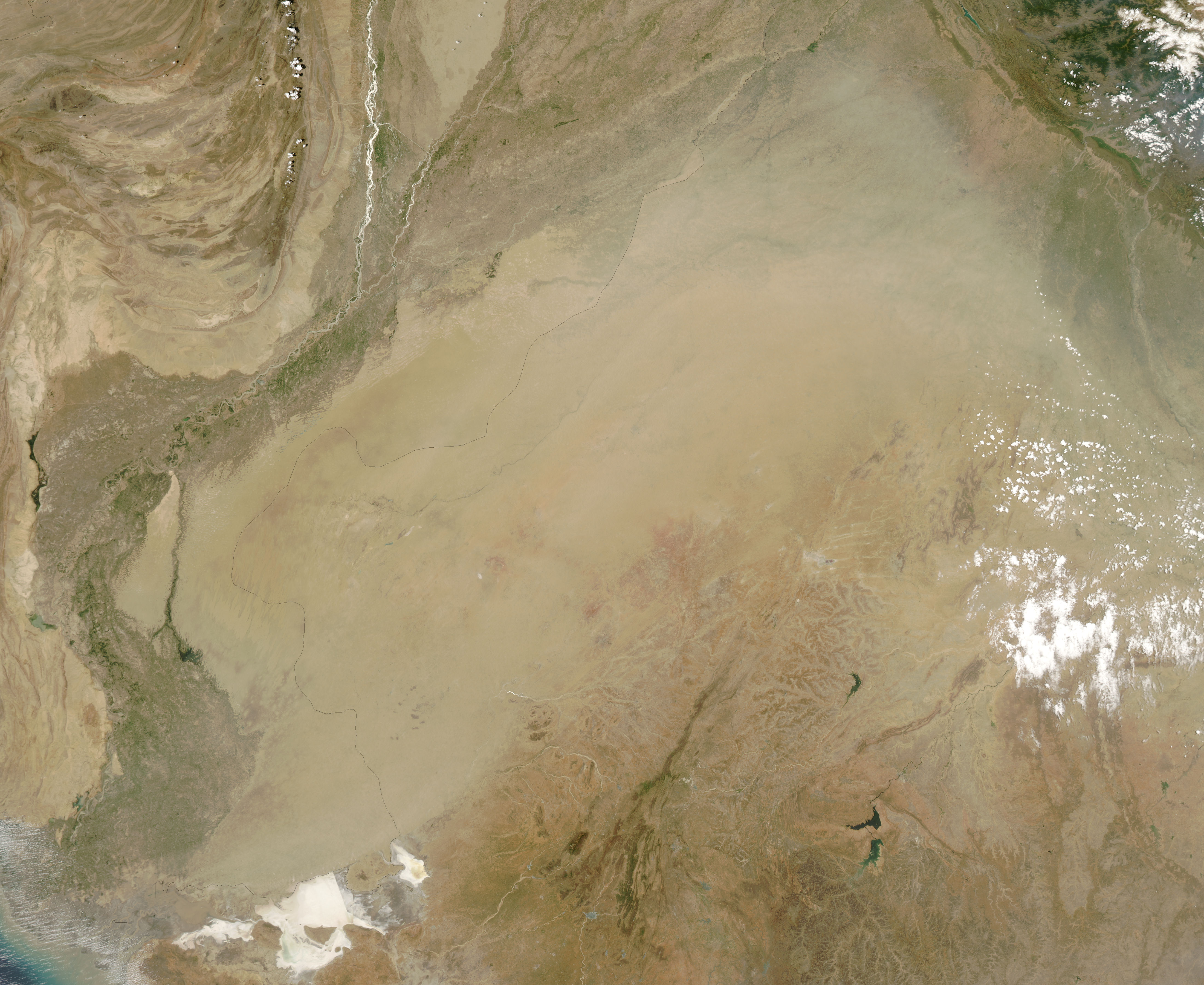
高空俯瞰塔爾沙漠中的沙塵暴。

拉賈斯坦邦西部大部分地區屬於乾燥氣候（炎熱沙漠氣候）。該地區的年降雨量幾乎全部來自少數的豪雨，總降水量不足300毫米（11.8英吋）。該地區的降雨主要集中在7月至9月的季風期，但降雨量極不穩定，有些年份雨量豐沛，有些則乾旱少雨。受到持續上升氣流等大氣條件的影響，該地區的大氣水分不易凝結成雨滴降下，導致雨量稀少。5月和6月的夏季異常炎熱；該地區月平均氣溫在35°C (95°F) 左右徘徊，每日最高氣溫偶爾會超過50°C (122°F)。而進入冬季，由於來自中亞的冷空氣，一些地區的氣溫可能降至冰點以下。夏季晝夜溫差較大，約為14°C (25°F)，而在冬季，溫差又比夏季多幾度。安德拉邦阿多尼南方附近有個小沙漠，是印度南部僅有的沙漠，夏季最高氣溫為47°C (117°F)，冬季最高氣溫為18°C (64°F)。
印度西部的古吉拉特邦有各式氣候形式。冬季溫和、宜人且乾燥，白天平均氣溫約29°C (84 °F)，夜間約12°C (54°F)，陽光充足，夜晚晴朗。夏季炎熱乾燥，白天溫度約41°C (106°F)，夜間不低於29°C (84°F)。季風來臨前幾週，氣溫與前述相似，但空氣中有很高的濕度。季風可稍緩解高溫，白天降至約35°C (95°F)，但濕度很高，夜間溫度約27°C (81°F)。當地大部分降雨發生在此季節，降雨有可能導致嚴重的洪水。季風季節期間，太陽經常被烏雲遮蔽。
塔爾沙漠以東，旁遮普邦-哈里亞納邦-卡提亞瓦半島地區屬於熱帶和亞熱帶草原氣候。哈里亞納邦的氣候與北部平原的其他邦相似：夏季酷熱，氣溫高達50°C (122°F)，冬季寒冷，氣溫低至1°C (34°F)。5月和6月最熱，12月和次年1月最冷。降雨量各不相同，西瓦利克山脈地區最潮濕，阿拉瓦利山脈最乾燥。大約80%的降雨發生在7月至9月的季風季節，可能導致洪水。旁遮普邦的氣候也受極端炎熱和寒冷的影響。喜馬拉雅山麓附近地區降雨量大，而其周邊地區則炎熱乾燥。旁遮普邦的三季氣候包括從4月中旬到6月底的夏季。旁遮普邦的氣溫通常為-2至40°C (28–104 °F)之間，但夏季可達47°C (117°F)，冬季可達-4°C (25°F)（而該邦大多數地區的氣溫即使在冬季也不會低於10°C (50°F)）。該區域是一個夾在熱帶沙漠與潮濕的亞熱帶疏林莽原和森林之間的過渡氣候區，其溫度沒沙漠那麼極端。雖然當地年平均降雨量為300–650毫米（11.8–25.6英吋），但非常不穩定。西南季風帶來大部分降水，與印度其他大部分地區相似。夏季每日最高溫度約40°C (104°F)。所有這些導致當地自然植被通常是短且粗的草類。

### 濕潤亞熱帶區
印度東北部大部分和印度北部的大部分屬於濕潤亞熱帶氣候和亞熱帶高原山地氣候。雖然此地的夏季是溫暖到炎熱，但最冷月份的氣溫通常會低至0°C (32°F)。由於季風期降雨充沛，印度在柯本系統下有兩種亞熱帶氣候亞型：Cwa（冬季乾燥，夏季炎熱）和Cwb（冬季乾燥，夏季溫暖）。該地區的大部分因有來自中亞的強大反氣旋和下降風，冬季降水量很少。
潮濕的亞熱帶地區於冬季會明顯乾燥。冬季降雨 - 偶爾降雪 - 與"西北風"和"西風擾動"等大型風暴系統有關。後者受西風帶引導吹向喜馬拉雅山脈。大多數夏季降雨發生在與西南夏季風相關的強烈雷暴期間，偶爾出現的熱帶氣旋也會造成影響。年降雨量從西部不到1,000毫米（39英吋）到東北部部分地區超過2,500毫米（98英吋）不等。由於該地區大部分遠離海洋，氣溫波動較大，較具有大陸性氣候特徵。溫差比熱帶濕潤地區更大，從印度中北部的24°C (75°F) 到東部的27°C (81°F)。

### 山地

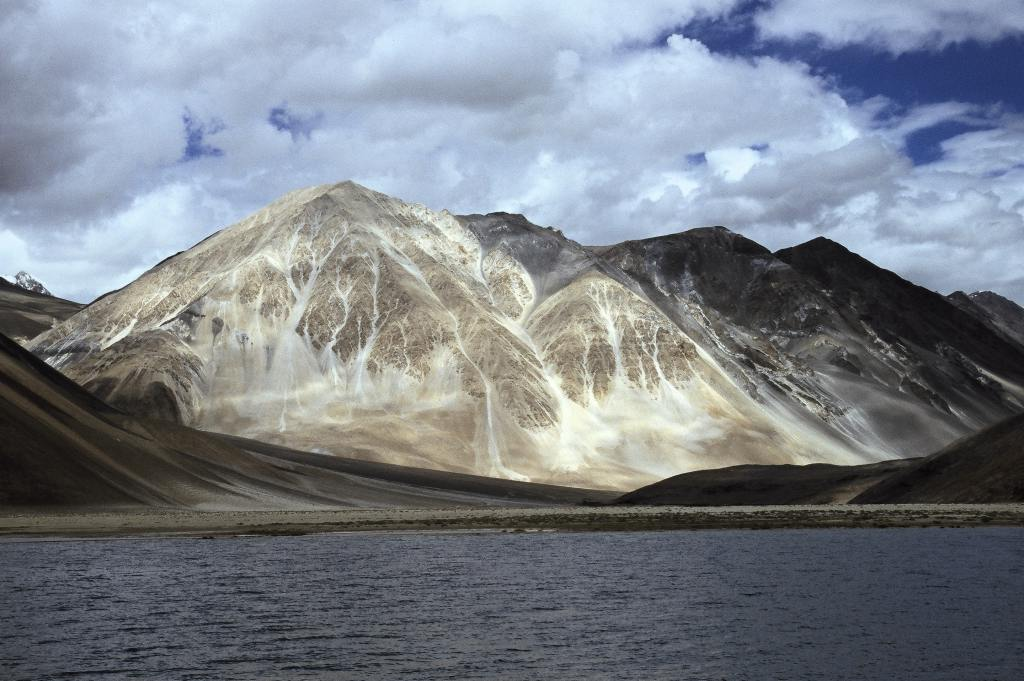
位於喜馬拉雅山脈深處的拉達克乾旱山區，有著名的班公錯（湖泊）。

印度最北端地區屬於山地氣候或稱高山氣候。在喜馬拉雅山脈，每升高一公里（3,281英尺），氣團溫度下降的速率（乾絕熱直減率）為9.8°C/公里。而海拔每上升一公里，環境溫度就會下降6.5°C (11.7°F)。因此，從山麓的近熱帶氣候到雪線以上的凍原氣候，可在彼此相距數百公尺的範圍內共存。陽坡和陰坡之間有鮮明溫度對比、晝夜溫差大、逆溫以及降雨量隨海拔高度變化也很常見。
喜馬拉雅山脈西部北側，又稱為跨喜馬拉雅帶，屬寒冷沙漠氣候。這裡是一片貧瘠、乾旱、寒冷、風吹不斷的荒地。喜馬拉雅山脈以南基本上不受來自亞洲內陸的冬季寒風影響。山脈背風面（北面）降雨較少。
喜馬拉雅山脈西部南坡受季風影響較大，降雨量很高。海拔1,070–2,290公尺（3,510–7,510英尺）地區降雨量最大，海拔高於2,290公尺（7,513英尺）後降雨量迅速減少。發生在冬末和春季的降水均為雪的形式。喜馬拉雅山脈在12月至次年2月期間降雪量最大，海拔高度超過1,500公尺（4,921英尺），降雪量隨著海拔的升高而增加，每增加100公尺，降雪量就增加數10毫米（每330英尺約2英吋）。海拔超過6,000公尺（19,685英尺）的所在不會下雨，所有降水均為雪的形式。

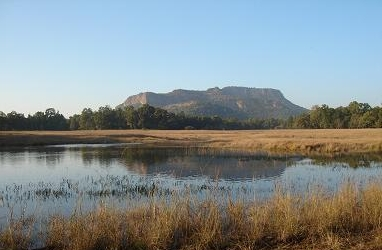
位於中央邦班達加爾國家公園的冬季一景。

## 季節
印度氣象局 (IMD) 將印度的一年劃分為4個氣候季節：
- 冬季，發生在12月至次年2月。一年中最冷的月份是12月和1月，西北部地區平均氣溫約10–15°C (50–59°F)，越接近赤道，氣溫升高，印度大陸東南部的峰值溫度約為20–25°C (68–77°F)。
- 夏季（季風前季節），從3月到5月。印度西部和南部地區的最熱月份是4月和5月初，而在印度北部地區，5月是最熱月份。大部分內陸地區在5月的平均氣溫約為32–40°C (90–104°F)。
- 季風季節（雨季），印度的雨季從6月持續到9月，潮濕的西南季風於這段期間緩慢席捲整個國家，為印度帶來豐沛降水。通常印度南部地區的降雨量較北部地區為多。
- 季風後（秋季），從10月持續到11月。印度西北部於此段期間通常萬裡無雲。坦米爾那都邦的大部分年降水是在此東北季風季節（季風後）發生。

緊鄰喜馬拉雅山脈各邦的氣候較為溫和，因此會較其他邦多出一個季節，即春季，與印度南部夏季的前幾週重疊。傳統上，北印度人將一年分為六個季節，稱為「Ritu」，每個季節約兩個月。這六個季節是：春季（梵文：vasanta）、夏季（grīṣma）、雨季（varṣā）、秋季（śarada）、冬季（hemanta）和春季前季節（śiśira）。此季節劃分將一年12個月的天文運行周期平均分為6份，在古老的印度曆法中有此種表達。

### 冬季

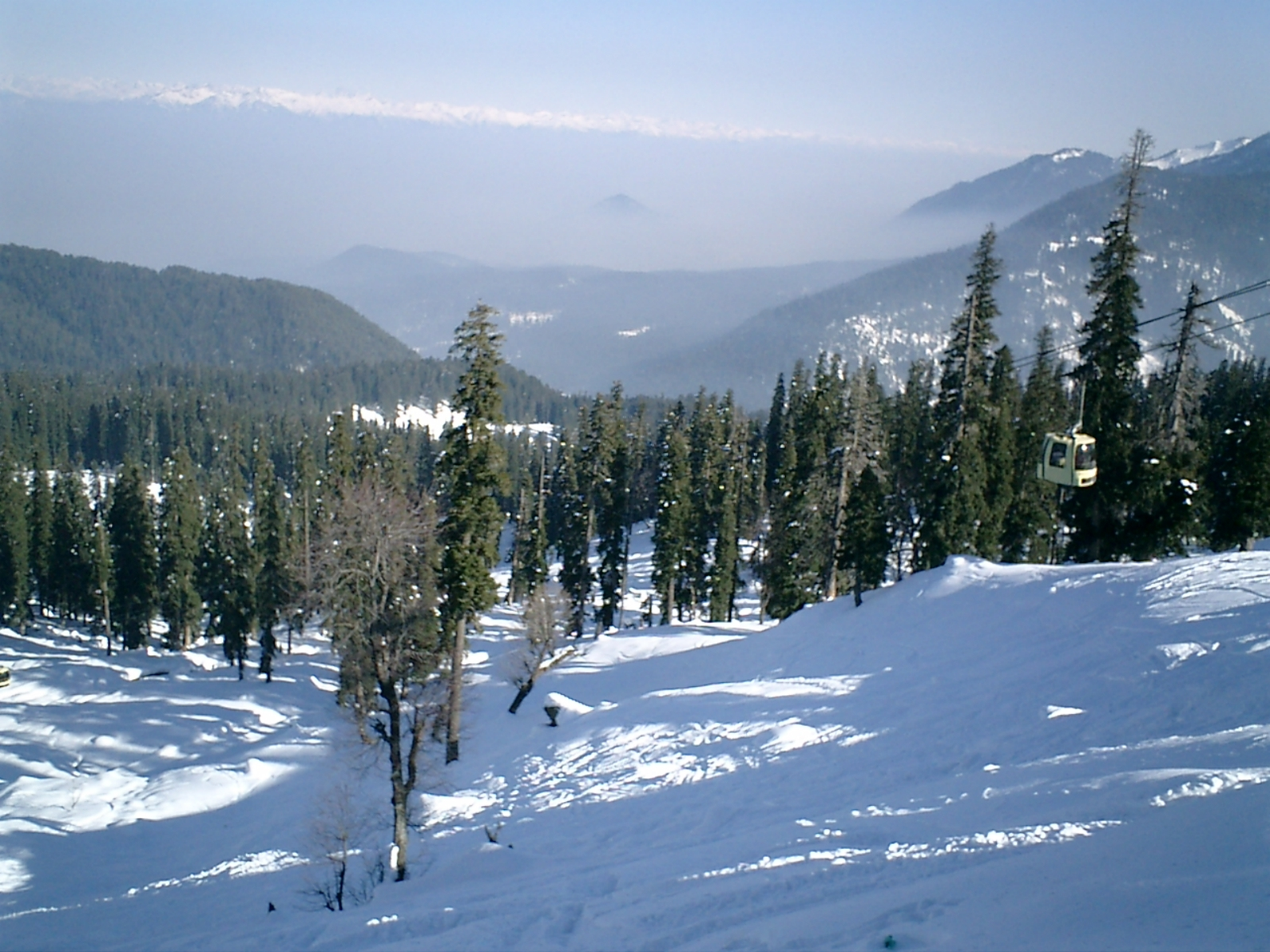
於查謨和克什米爾，喜馬拉雅山脈中的一著名旅遊景點 - 古爾馬爾格 - 冬天一景。

印度季風一旦消退，各地的平均氣溫就會逐漸下降。隨著陽光直射移至赤道以南，該國大部分地區都可享受適度涼爽的天氣。12月和1月是最冷的月份，最低氣溫在印度喜馬拉雅山脈出現。該國東部和南部的氣溫較高。
印度西北部在10月和11月時天空幾乎無雲，會有晝夜溫差較大的情形，氣溫為16–20°C (61–68°F)，與德干高原大部分地區相同。然而到1月至2月，"西風擾動"會帶來陣陣雨雪。這些溫帶低氣壓起源於地中海東部，被副熱帶西風帶吹向印度，副熱帶西風是印度北部緯度內的盛行風。一旦它們遭遇喜馬拉雅山脈，就無法繼續前進，而在喜馬拉雅山脈南部釋放大量降水。
喜馬偕爾邦境內有巨大的海拔高度變化（450-6,500公尺），因此氣候條件存在巨大差異。邦內南部低地為炎熱亞熱帶濕潤氣候（450-900公尺），溫暖溫帶氣候（900-1,800公尺），涼爽溫帶氣候（1,900-2,400公尺），寒冷冰河和高山氣候（2,400-4,800公尺）位於北部和東部的山區中。每年到10月，夜晚和早晨都非常寒冷。海拔近3,000公尺處的降雪量約為3公尺，從12月上旬持續到次年3月下旬。海拔4,500公尺以上處則終年積雪。春季從2月中旬到4月中旬。這個季節氣候宜人、舒適。雨季從6月底開始。境內景色蔥鬱、清新。溪流和天然泉水的水源在此時得到補充。在7月和8月降下的大雨會造成嚴重的破壞，導致土壤侵蝕、洪水和山體滑坡。在全邦境內，達蘭薩拉的降雨量最高，接近3,400毫米（134英吋）。斯皮提山谷是邦內最降水最少的地方，年降雨量低於50毫米。緊鄰喜馬拉雅山脈的5個邦/聯邦屬地（最北端的拉達克、查謨和克什米爾，在東部的喜馬偕爾邦、北阿坎德邦、錫金邦和阿魯納查邦和西孟加拉邦北部）會出現大雪，曼尼普爾邦和那加蘭邦雖不緊鄰喜馬拉雅山脈，但偶爾有降雪。暴風雪經常在拉達克、喜馬偕爾邦以及查謨和克什米爾發生，擾亂交通和其他活動。
印度北部其他地區，包括印度河-恆河平原和中央邦，幾乎從未下過雪。平原上的氣溫偶爾會降至冰點以下，但持續時間不會超過一兩天。德里的冬季最高氣溫為16至21°C（61至70°F）。夜間平均氣溫為2–8°C (36–46°F)。在旁遮普的平原，最低氣溫可能會降至冰點以下，該邦的阿姆利則會降至-3°C (27°F) 左右。有時會出現霜凍，但這個季節的標誌是名聲不佳的霧，經常擾亂日常生活，每年有15至20天會出現濃重的霧氣，阻礙能見度並擾亂航空旅行。在恆河平原中部的比哈爾邦，炎熱夏天會持續到每年6月中旬。
當地最高溫通常出現在5月底或是6月初。與北部其他地區一樣，比哈爾邦在炎熱季節也會經歷沙塵暴、雷暴和揚塵風，與其北的各邦相同。速度為48–64公里/小時（30–40 英里/小時）的沙塵暴在5月最為頻繁，其次是在4月和6月。 比哈爾平原於4月和5月期間刮夏季乾熱風（當地稱為Loo），平均風速為8-16公里/小時（5-10英里/小時）。這些熱風極大影響到當地人的舒適度。隨雨季後而來，從6月開始。最多雨的月份是7月和8月。降雨由西南季風帶來。比哈爾邦有三個不同地區的降雨量超過1,800毫米（71英吋）。其中兩個位於北部和西北部，第三個位於尼塔哈特周圍地區。西南季風通常在10月的第一週離開比哈爾邦。印度東部的氣候較為溫和，但往西北移動後，氣候會變得更冷，有溫和溫暖的白天到涼爽的白天、涼爽的夜晚到寒冷的夜晚。該邦首府巴特那的最高氣溫為18°C至23°C（64°F至73°F），加爾各答為22°C至27°C（72°F至80°F），最低氣溫方面，巴特那的平均為7°C至10°C（45°F至50°F），加爾各答的平均則為12°C至15°C（54°F至59°F）。在恆河平原西南側的中央邦，雖然濕度低得多，但氣候類型類似。中央邦首府博帕爾的平均最低氣溫為9°C (48°F)，最高為24°C (75°F)。

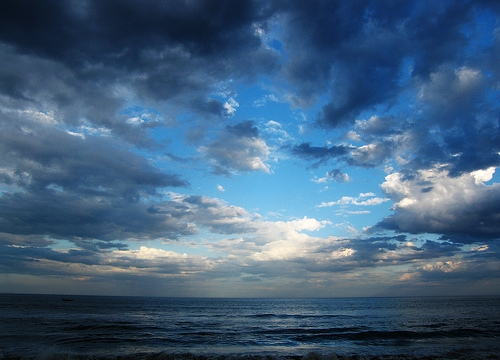
季風季節末期，於科羅曼德海岸的夕陽。

來自喜馬拉雅山脈的寒風會降低布拉馬普特拉河（在中國的上游稱為雅魯藏布江）附近的氣溫。喜馬拉雅山脈對印度次大陸和青藏高原的氣候產生深遠的影響。它阻擋寒冷乾燥的北極寒流南下，使南亞地區比其他大陸同緯度的溫帶地區溫暖得多。同時它也阻擋季風北上，迫使季風在特萊平原地區降下大量雨水。喜馬拉雅山脈被認為在塔克拉瑪干和戈壁等中亞沙漠的形成中發揮有重要作用。山脈阻止由西方伊朗而來的冬季擾動進一步向東前進，導致克什米爾地區出現大量降雪，旁遮普邦和印度北部部分地區則出現降雨。雖然喜馬拉雅山脈阻擋冬季寒冷的北風，但布拉馬普特拉河谷仍部分受到寒風吹拂，而將印度東北部和孟加拉國的氣溫降低。喜馬拉雅山脈擁有極地以外面積最大的冰河和永久凍土帶，也是亞洲10條最大河流的發源地。東部的兩個緊鄰山脈的錫金邦和阿魯納查邦也有大雪。位於西孟加拉邦最北端的大吉嶺也會降雪，但頻率很少。
在印度南部，特別是馬哈拉什特拉邦腹地、卡納塔卡邦部分地區和安德拉邦的天氣較為涼爽。馬哈拉什特拉邦東部和恰蒂斯加爾邦的最低溫度徘徊在10°C (50°F) 左右，在德干高原南部，氣溫達到16°C (61°F）。沿海地區，尤其是科羅曼德海岸附近和鄰近低海拔內陸地區，氣候溫暖，每日最高氣溫為30°C (86°F)，最低氣溫約為21°C (70°F)。包括尼爾吉里丘陵在內的西高止山脈則為例外。那裡的最低氣溫可能會降至冰點以下。相較之下，馬拉巴爾海岸的氣溫範圍為12–14°C (54–57°F)。印度洋對那裡的天氣有很強的調節作用，與其他沿海地區一樣。該區域平均降雨量為800毫米（31吋）

### 夏季

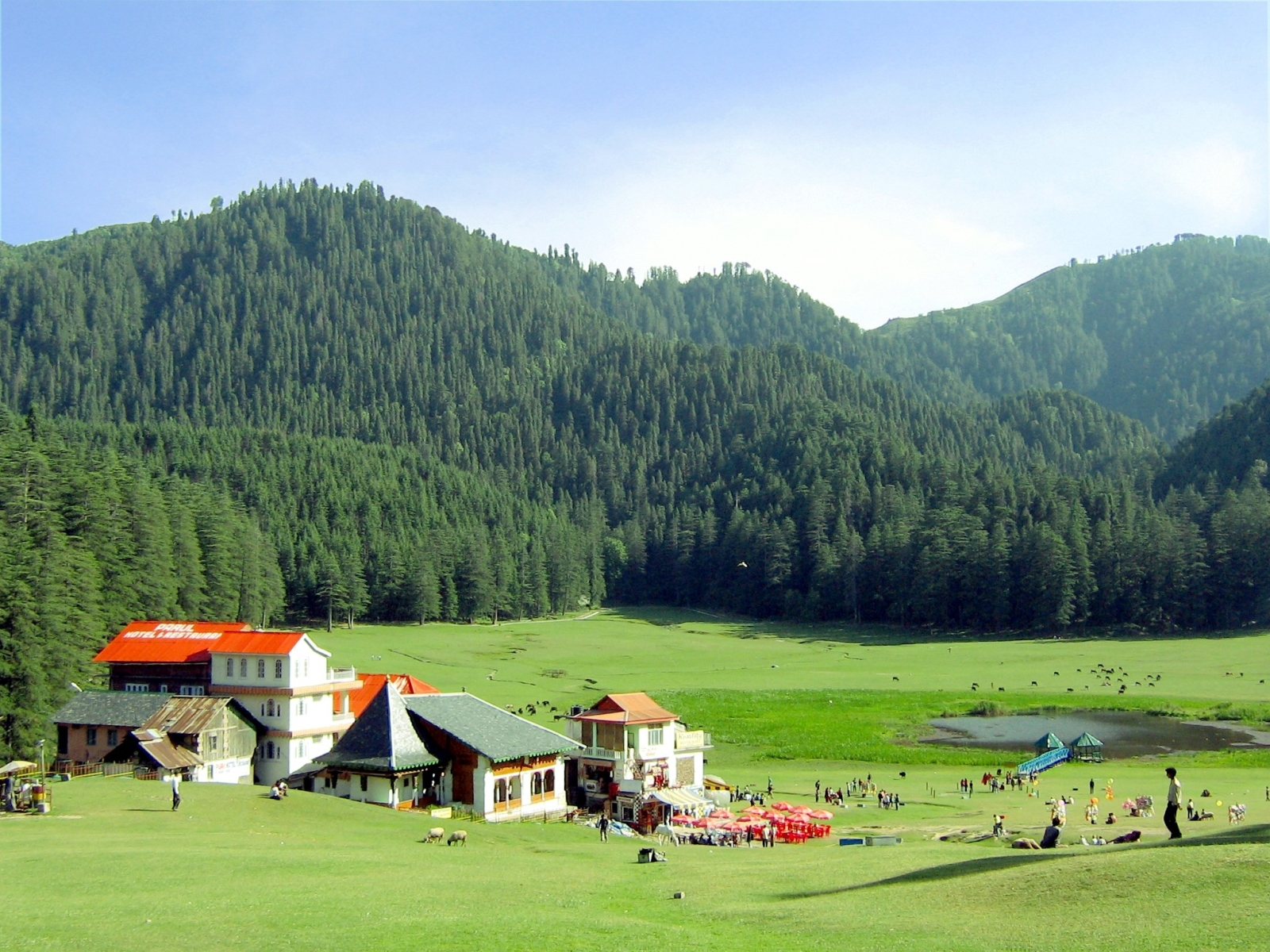
喜馬偕爾邦的山中避暑地卡吉亞爾的夏季風光。

印度西北部的夏季從4月開始，7月結束，全國其他地區的夏季從3月到5月，但有時會持續到6月中旬。當陽光直射到達北迴歸線時，北方的氣溫就會上升。該國西部和南部地區最熱的月份是4月，而印度北部的大部分地區則是出現在5月。夏季印度部分地區的氣溫出現過50°C (122°F) 或更高的紀錄。夏季的另一顯著特徵是夏季乾熱風（Loo）。印度白天吹的是強勁、炎熱、乾燥的陣風。直接暴露於這些風帶來的熱量可能會致命。在印度北部較涼爽的地區，季風前的猛烈雷暴（當地稱為kalbaisakhi，西北風）通常會落下大冰雹。在喜馬偕爾邦，夏季從4月中旬持續到6月底，大部分地區變得非常炎熱（高山地區除外，夏季溫和），平均氣溫在28°C (82°F) 至32°C (90°F）。 靠近海岸時，氣溫徘徊在36°C (97°F) 左右，且濕度會升高。在印度南部，東海岸的氣溫比西海岸的高出幾度。
到5月時，印度大部分內陸地區的平均氣溫超過32°C (90°F)，最高氣溫往往會超過40°C (104 °F)。在4、5月這兩個炎熱的月份，西風擾動仍會帶來降溫影響，但隨著夏季進展，其頻率迅速減少。值得注意的是4月西風擾動頻率的增加與西北印度季風延遲到來，進而延長夏季呈現顯著的正相關。過去幾十年來，東部印度的季風開始日期一直穩步提前，導致那裡的夏季縮短。
海拔高度對氣溫有很大影響，德干高原上和其他較高地區均相對涼爽。避暑地，如西高止山脈的烏塔卡蒙德（"Ooty"）和喜馬拉雅山脈東部的卡林邦，平均最高氣溫約為25°C（77°F），可為炎熱的天氣提供一些喘息的所在。在印度北部和西部部分地區的低海拔地區，白天會從西邊吹來一股強烈、炎熱、乾燥的風，稱為Loo（夏季乾熱風）。溫度非常高，有時高達45°C (113°F) 左右，有可能導致人中暑及致命。在印度東北部延伸到巴基斯坦的走廊上也可能出現龍捲風。然而龍捲風很罕見，從1835年開始僅通報有幾十例。

### 季風

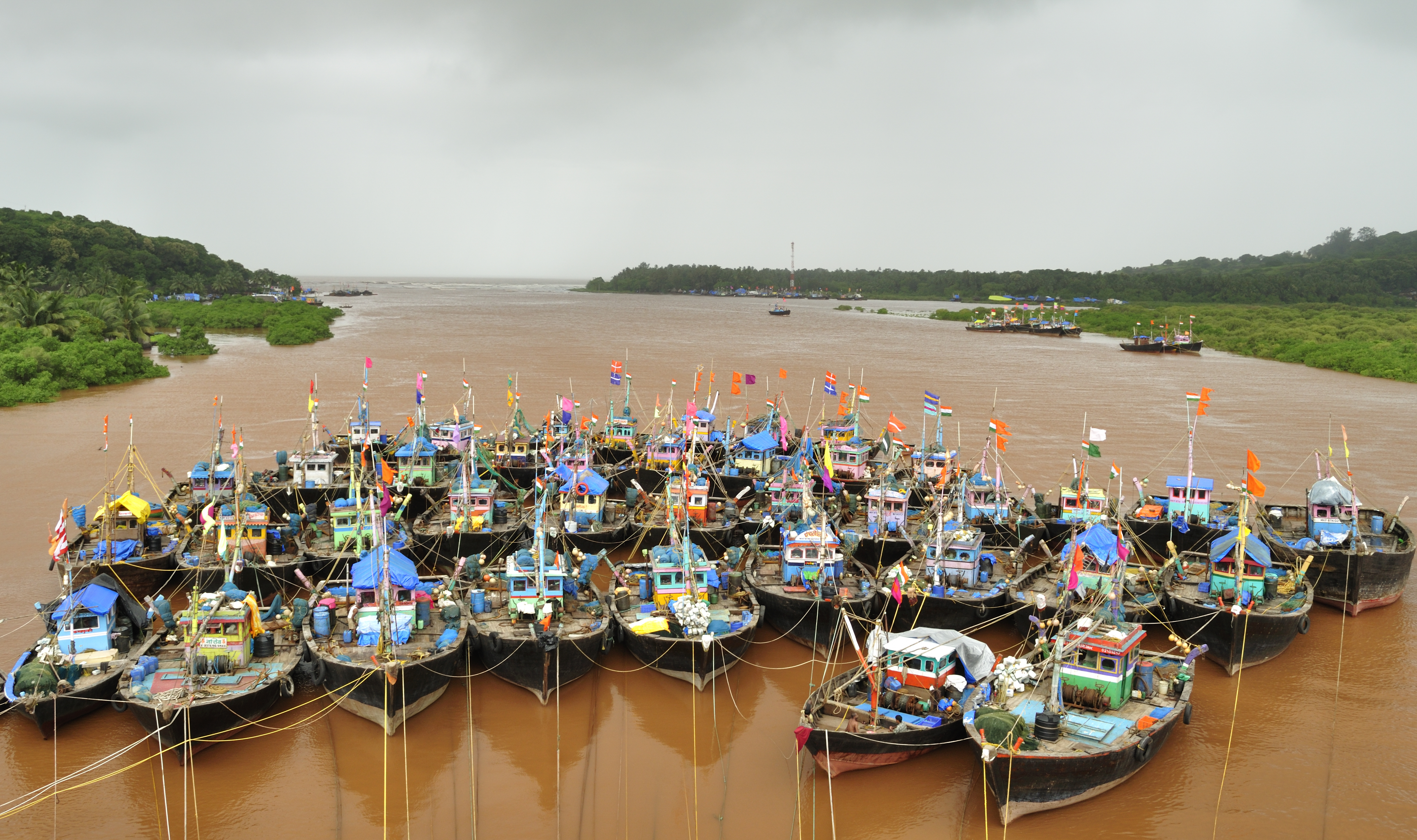
安扎勒河河口的漁船在季風季節於港內停泊。由於惡劣的天氣條件，沿海地區的捕魚活動暫時停止。

印度在夏季的西南季風為期約4個月，這種大規模對流雷暴是期間的主流，西南季風是地球上最富生產力的雨季。季風帶來的豐沛雨量是源自南印度洋的高壓團，形成東南信風後的產物，提供印度年降雨量的80%以上。高壓團受到南亞低壓區域的吸引，產生表面氣流，將潮濕的空氣從西南方向輸送到印度。這些氣流最終由於當地噴射氣流北移而產生，而噴射氣流的北移又是由於西藏和印度次大陸夏季氣溫上升所致。噴射氣流從喜馬拉雅山脈以南轉移到西藏以北，留下的空隙吸引來海上溫暖潮濕的空氣。
這種變化之所以發生，是中亞和印度洋之間夏季溫差較大，又伴隨正常赤道熱帶輻合帶（ITCZ）的季節性偏移，ITCZ是一條高度不穩定的低壓帶，往北移向印度。青藏高原的隆起是導致這個系統強度增加的主要原因。隆起發生在始新世-漸新世轉換期（約在3.4-4.9千萬年前），同時伴隨著全球氣候的劇烈變化，包括降溫和乾旱。
西南季風分為兩個分支抵達印度：孟加拉灣分支和阿拉伯海分支。後者向塔爾沙漠上空的低壓區延伸，強度大約是孟加拉灣分支的3倍。季風通常會在5月25日左右席捲印度，屆時將襲擊孟加拉灣的安達曼-尼科巴群島。季風於6月1日左右襲擊喀拉拉邦馬拉巴爾海岸附近，6月9日抵達孟買，6月29日抵達德里。孟加拉灣分支最初沿著科羅曼達爾海岸東北方向，從科摩林角到奧迪薩邦，隨後轉向西北，通往印度河-恆河平原。阿拉伯海分支向東北移往喜馬拉雅山脈。到7月的第一週，全國都已受到到季風雨洗禮。平均而言，印度南部的降雨量多於印度北部。然而降水量最多的是在印度東北部。季風雲於8月底開始從印度北部撤退，於10月5日從孟買撤出。隨著印度於9月進一步降溫，西南季風更為減弱。 到11月底時已完全離境。

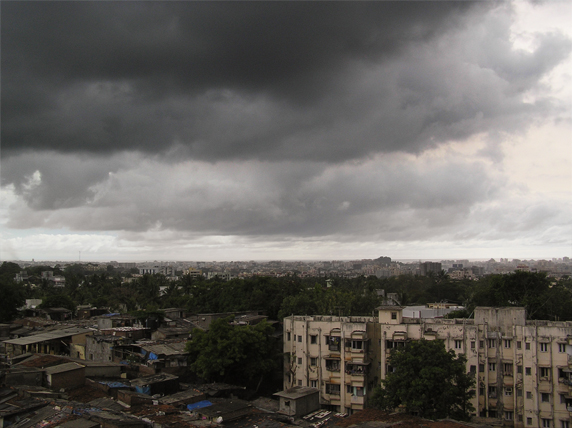
馬哈拉什特拉邦西部大城 -孟買- 的季風前，天空中聚集的雲層。

季風雨對於印度的經濟有重大的影響。由於印度農業僱用6億人，產值佔全國國內生產毛額（GDP）的20%，良好的季風與蓬勃發展的經濟有關聯。季風減弱或是不來（乾旱）會導致巨量的農業損失，嚴重阻礙印度整體經濟成長。這種每年一度的大型降雨可降低氣溫，且可為地下水位和河流進行補充。

### 季風後
在10月至12月的季風後（秋季）月份中，另一種季風週期，即東北季風（或稱"後退季風"）為印度大部分地區帶來乾燥、涼爽和密集的氣團。風吹過喜馬拉雅山脈，奔向西南全國，帶來晴朗、陽光明媚的天空。雖然印度氣象局和其他來源將此時期稱為印度第四個季節（"季風後"），其他來源認為印度僅有3季。這段期間涵蓋10月到11月，西南季風達到頂峰後。降水量越來越少，植被開始乾枯，實際程度依地區而有不同。這段時期標誌著印度大部分地區開始從潮濕季節轉向乾燥季節。南部地區每日平均最高溫度在25至34°C（77至93°F）之間。
東北季風從9月開始，持續到次年3月結束。它將已經少有水分的風從東北向西南吹向海洋（與夏季季風相反），斜穿過印度。然而當季風經由孟加拉灣吹向印度東海岸時，會在到達科摩林角和坦米爾那都邦等地區之前被添加水氣，表示該邦以及喀拉拉邦的部分地區在季風後和冬季期間會有大量降水。而西孟加拉邦、奧迪薩邦、安德拉邦、卡納塔卡邦和孟買的部分地區也從東北季風中獲得少量降水。

## 統計數據
下面表格顯示的是印度部分城市的氣溫和降水資料，代表印度主要氣候類型的變化。數據按照印度氣象局使用的四個季節分類法分組，同時也列出印度全年平均值和總數。

### 氣溫
| —                | 冬季 (12月 – 2月) | 冬季 (12月 – 2月) | 冬季 (12月 – 2月) | 夏季 (3月 – 5月) | 夏季 (3月 – 5月) | 夏季 (3月 – 5月) | 季風季節 (6月 – 9月) | 季風季節 (6月 – 9月) | 季風季節 (6月 – 9月) | 季風後季節 (10月 – 11月) | 季風後季節 (10月 – 11月) | 季風後季節 (10月 – 11月) | 全年 |
| City             | Min               | Avg               | Max               | Min              | Avg              | Max              | Min                  | Avg                  | Max                  | Min                      | Avg                      | Max                      | Avg  |
| 德里             | 7                 | 14                | 20                | 16               | 28               | 36               | 28                   | 30                   | 35                   | 13                       | 19                       | 26                       | 25   |
| 布萊爾港         | 23                | 26                | 28                | 25               | 27               | 29               | 25                   | 27                   | 27                   | 25                       | 26                       | 28                       | 27   |
| 提魯沃嫩塔布勒姆 | 23                | 26                | 29                | 24               | 27               | 30               | 24                   | 26                   | 28                   | 23                       | 29                       | 23                       | 26   |
| 邦加羅爾         | 15                | 22                | 28                | 21               | 27               | 34               | 20                   | 24                   | 28                   | 19                       | 23                       | 28                       | 24   |
| 那格浦爾         | 14                | 21                | 28                | 24               | 32               | 40               | 24                   | 27                   | 30                   | 16                       | 22                       | 28                       | 26   |
| 博帕爾           | 11                | 17                | 24                | 23               | 30               | 36               | 23                   | 26                   | 28                   | 16                       | 22                       | 26                       | 25   |
| 古瓦哈蒂         | 11                | 17                | 24                | 19               | 25               | 31               | 25                   | 28                   | 32                   | 17                       | 22                       | 27                       | 24   |
| 加爾各答         | 16                | 22                | 27                | 24               | 30               | 35               | 26                   | 30                   | 33                   | 22                       | 26                       | 31                       | 27   |
| 勒克瑙           | 8                 | 14                | 21                | 23               | 30               | 35               | 24                   | 29                   | 33                   | 15                       | 20                       | 25                       | 25   |
| 西里古里         | 11                | 17                | 24                | 19               | 25               | 31               | 24                   | 27                   | 31                   | 18                       | 24                       | 29                       | 24   |
| 傑伊瑟爾梅爾     | 7                 | 14                | 23                | 24               | 33               | 40               | 23                   | 29                   | 35                   | 12                       | 19                       | 27                       | 22   |
| 德拉敦           | 4                 | 12                | 20                | 14               | 23               | 32               | 22                   | 26                   | 30                   | 7                        | 15                       | 23                       | 18   |
| 阿姆利則         | 4                 | 10                | 18                | 13               | 25               | 34               | 25                   | 28                   | 32                   | 10                       | 16                       | 24                       | 21   |
| 西姆拉           | 1                 | 5                 | 9                 | 10               | 14               | 18               | 15                   | 18                   | 20                   | 7                        | 10                       | 13                       | 13   |
| 斯利那加         | −2                | 4                 | 6                 | 7                | 14               | 19               | 16                   | 22                   | 30                   | 1                        | 8                        | 16                       | 13   |
| 列城             | −13               | −6                | 0                 | −1               | 6                | 12               | 10                   | 16                   | 24                   | −7                       | 0                        | 7                        | 6    |

| ㋀                                | ㋁        | ㋂      | ㋃        | ㋄       | ㋅       | ㋆       | ㋇       | ㋈      | ㋉     | ㋊       | ㋋      |
| 12 −1 −13                         | 8.6 0 −12 | 12 6 −6 | 6.9 12 −1 | 6.5 17 2 | 4.3 21 6 | 15 24 10 | 20 24 10 | 12 21 5 | 0 14 0 | 2.9 8 −6 | 8 1 −10 |
| 平均最高及最低溫度以攝氏（℃）表記 |           |         |           |          |          |          |          |         |        |          |         |
| 降雨總量單位為（㎜）              |           |         |           |          |          |          |          |         |        |          |         |

| 英制單位換算                      | 英制單位換算 | 英制單位換算 | 英制單位換算 | 英制單位換算 | 英制單位換算 | 英制單位換算 | 英制單位換算 | 英制單位換算 | 英制單位換算 | 英制單位換算 | 英制單位換算 |
| --------------------------------- | ------------ | ------------ | ------------ | ------------ | ------------ | ------------ | ------------ | ------------ | ------------ | ------------ | ------------ |
| ㋀                                | ㋁           | ㋂           | ㋃           | ㋄           | ㋅           | ㋆           | ㋇           | ㋈           | ㋉           | ㋊           | ㋋           |
| 0.5 30 9                          | 0.3 32 10    | 0.5 43 21    | 0.3 54 30    | 0.3 63 36    | 0.2 70 43    | 0.6 75 50    | 0.8 75 50    | 0.5 70 41    | 0 57 32      | 0.1 46 21    | 0.3 34 14    |
| 平均最高及最低溫度以華氏（℉）表記 |              |              |              |              |              |              |              |              |              |              |              |
| 降雨總量單位為英吋（㏌）          |              |              |              |              |              |              |              |              |              |              |              |

| ㋀                                | ㋁        | ㋂      | ㋃        | ㋄       | ㋅       | ㋆       | ㋇       | ㋈      | ㋉     | ㋊       | ㋋      |
| 12 −1 −13                         | 8.6 0 −12 | 12 6 −6 | 6.9 12 −1 | 6.5 17 2 | 4.3 21 6 | 15 24 10 | 20 24 10 | 12 21 5 | 0 14 0 | 2.9 8 −6 | 8 1 −10 |
| 平均最高及最低溫度以攝氏（℃）表記 |           |         |           |          |          |          |          |         |        |          |         |
| 降雨總量單位為（㎜）              |           |         |           |          |          |          |          |         |        |          |         |

| 英制單位換算                      | 英制單位換算 | 英制單位換算 | 英制單位換算 | 英制單位換算 | 英制單位換算 | 英制單位換算 | 英制單位換算 | 英制單位換算 | 英制單位換算 | 英制單位換算 | 英制單位換算 |
| --------------------------------- | ------------ | ------------ | ------------ | ------------ | ------------ | ------------ | ------------ | ------------ | ------------ | ------------ | ------------ |
| ㋀                                | ㋁           | ㋂           | ㋃           | ㋄           | ㋅           | ㋆           | ㋇           | ㋈           | ㋉           | ㋊           | ㋋           |
| 0.5 30 9                          | 0.3 32 10    | 0.5 43 21    | 0.3 54 30    | 0.3 63 36    | 0.2 70 43    | 0.6 75 50    | 0.8 75 50    | 0.5 70 41    | 0 57 32      | 0.1 46 21    | 0.3 34 14    |
| 平均最高及最低溫度以華氏（℉）表記 |              |              |              |              |              |              |              |              |              |              |              |
| 降雨總量單位為英吋（㏌）          |              |              |              |              |              |              |              |              |              |              |              |

### 降水
| —                | 冬季 (1月 – 2月) | 冬季 (1月 – 2月) | 冬季 (1月 – 2月) | 夏季 (3月 – 5月) | 夏季 (3月 – 5月) | 夏季 (3月 – 5月) | 季風季節 (6月 – 9月) | 季風季節 (6月 – 9月) | 季風季節 (6月 – 9月) | 季風後季節 (10月 – 12月) | 季風後季節 (10月 – 12月) | 季風後季節 (10月 – 12月) | 全年  |
| City             | 1月              | 2月              | 3月              | 4月              | 5月              | 6月              | 7月                  | 8月                  | 9月                  | 10月                     | 11月                     | 12月                     | 合計  |
| 德里             | 19               | 21               | 17               | 16               | 31               | 74               | 210                  | 233                  | 124                  | 15                       | 6                        | 8                        | 774   |
| 布萊爾港         | 40               | 20               | 10               | 60               | 360              | 480              | 400                  | 400                  | 460                  | 290                      | 220                      | 150                      | 2,890 |
| 提魯沃嫩塔布勒姆 | 26               | 21               | 33               | 125              | 202              | 306              | 175                  | 152                  | 179                  | 223                      | 206                      | 65                       | 1,713 |
| 邦加羅爾         | 31               | 20               | 61               | 110              | 150              | 212              | 249                  | 279                  | 315                  | 291                      | 210                      | 140                      | 1,962 |
| 那格浦爾         | 16               | 22               | 15               | 8                | 18               | 168              | 290                  | 291                  | 157                  | 73                       | 17                       | 19                       | 1,094 |
| 博帕爾           | 4                | 3                | 1                | 3                | 11               | 136              | 279                  | 360                  | 185                  | 52                       | 21                       | 7                        | 1,043 |
| 古瓦哈蒂         | 8                | 21               | 47               | 181              | 226              | 309              | 377                  | 227                  | 199                  | 92                       | 25                       | 10                       | 1,722 |
| 勒克瑙           | 20               | 18               | 8                | 8                | 20               | 114              | 305                  | 292                  | 188                  | 33                       | 5                        | 8                        | 1,019 |
| 傑伊瑟爾梅爾     | –                | –                | 3                | –                | 7                | 10               | 90                   | 88                   | 15                   | –                        | 6                        | –                        | 219   |
| 德拉敦           | 47               | 55               | 52               | 21               | 54               | 230              | 631                  | 627                  | 261                  | 32                       | 11                       | 3                        | 2,024 |
| 阿姆利則         | 24               | 33               | 48               | 30               | 45               | 27               | 231                  | 187                  | 79                   | 18                       | 6                        | 18                       | 746   |
| 西姆拉           | 60               | 60               | 60               | 50               | 60               | 170              | 420                  | 430                  | 160                  | 30                       | 10                       | 20                       | 1,530 |
| 斯利那加         | 74               | 71               | 91               | 94               | 61               | 36               | 58                   | 61                   | 38                   | 31                       | 10                       | 33                       | 658   |
| 列城             | 12               | 9                | 12               | 6                | 7                | 4                | 16                   | 20                   | 12                   | 7                        | 3                        | 8                        | 116   |
| 全印度           | 17               | 23               | 30               | 39               | 61               | 165              | 280                  | 255                  | 167                  | 75                       | 30                       | 16                       | 1160  |

| ㋀                                | ㋁      | ㋂      | ㋃       | ㋄        | ㋅       | ㋆        | ㋇        | ㋈        | ㋉        | ㋊       | ㋋       |
| 3 27 15                           | 7 30 17 | 4 32 19 | 46 34 22 | 120 33 21 | 81 29 20 | 110 28 20 | 137 27 19 | 195 28 19 | 180 28 19 | 65 27 17 | 21 26 16 |
| 平均最高及最低溫度以攝氏（℃）表記 |         |         |          |           |          |           |           |           |           |          |          |
| 降雨總量單位為（㎜）              |         |         |          |           |          |           |           |           |           |          |          |

| 英制單位換算                      | 英制單位換算 | 英制單位換算 | 英制單位換算 | 英制單位換算 | 英制單位換算 | 英制單位換算 | 英制單位換算 | 英制單位換算 | 英制單位換算 | 英制單位換算 | 英制單位換算 |
| --------------------------------- | ------------ | ------------ | ------------ | ------------ | ------------ | ------------ | ------------ | ------------ | ------------ | ------------ | ------------ |
| ㋀                                | ㋁           | ㋂           | ㋃           | ㋄           | ㋅           | ㋆           | ㋇           | ㋈           | ㋉           | ㋊           | ㋋           |
| 0.1 81 59                         | 0.3 86 63    | 0.2 90 66    | 1.8 93 72    | 4.7 91 70    | 3.2 84 68    | 4.3 82 68    | 5.4 81 66    | 7.7 82 66    | 7.1 82 66    | 2.6 81 63    | 0.8 79 61    |
| 平均最高及最低溫度以華氏（℉）表記 |              |              |              |              |              |              |              |              |              |              |              |
| 降雨總量單位為英吋（㏌）          |              |              |              |              |              |              |              |              |              |              |              |

| ㋀                                | ㋁      | ㋂      | ㋃       | ㋄        | ㋅       | ㋆        | ㋇        | ㋈        | ㋉        | ㋊       | ㋋       |
| 3 27 15                           | 7 30 17 | 4 32 19 | 46 34 22 | 120 33 21 | 81 29 20 | 110 28 20 | 137 27 19 | 195 28 19 | 180 28 19 | 65 27 17 | 21 26 16 |
| 平均最高及最低溫度以攝氏（℃）表記 |         |         |          |           |          |           |           |           |           |          |          |
| 降雨總量單位為（㎜）              |         |         |          |           |          |           |           |           |           |          |          |

| 英制單位換算                      | 英制單位換算 | 英制單位換算 | 英制單位換算 | 英制單位換算 | 英制單位換算 | 英制單位換算 | 英制單位換算 | 英制單位換算 | 英制單位換算 | 英制單位換算 | 英制單位換算 |
| --------------------------------- | ------------ | ------------ | ------------ | ------------ | ------------ | ------------ | ------------ | ------------ | ------------ | ------------ | ------------ |
| ㋀                                | ㋁           | ㋂           | ㋃           | ㋄           | ㋅           | ㋆           | ㋇           | ㋈           | ㋉           | ㋊           | ㋋           |
| 0.1 81 59                         | 0.3 86 63    | 0.2 90 66    | 1.8 93 72    | 4.7 91 70    | 3.2 84 68    | 4.3 82 68    | 5.4 81 66    | 7.7 82 66    | 7.1 82 66    | 2.6 81 63    | 0.8 79 61    |
| 平均最高及最低溫度以華氏（℉）表記 |              |              |              |              |              |              |              |              |              |              |              |
| 降雨總量單位為英吋（㏌）          |              |              |              |              |              |              |              |              |              |              |              |

## 自然災害
由氣候導致的自然災害給印度帶來巨大的生命和財產損失，其中乾旱、暴洪、氣旋、雪崩、暴雨引發的山體滑坡和暴風雪是最大的威脅。其他危險有夏季頻繁的沙塵暴，通常從北向南蔓延，在印度北部造成廣泛的財產損失，並從乾旱地區帶來大量的灰塵，於此處沉降。冰雹在印度部分地區也很常見，對生長期間的水稻和小麥等造成嚴重損害。

### 洪水和山體滑坡

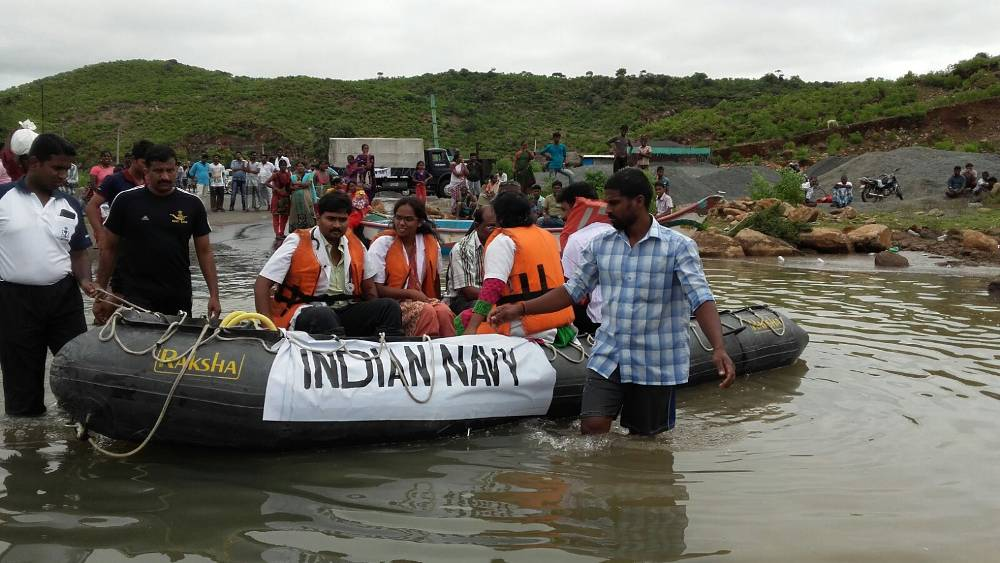
印度海軍在清奈的水災救援行動。

在喜馬拉雅山脈較低海拔區域常見山體滑坡。這些地區山丘的年齡較輕，岩層不穩定，容易發生滑移。為期不長的強降雨通常會引發小規模的山體滑坡，而持續時間長的低強度降雨往往會引發大規模，災難性的山體滑坡。不斷增長的人口和發展，特別是來自伐木和旅遊業，導致森林砍伐。結果是山坡變得光禿，少了原本的森林/植被延緩往下的流水，而把山體滑坡的嚴重程度加劇。西高止山脈部分地區也受低強度山崩之害。查謨和克什米爾、喜馬偕爾邦、北阿坎德邦、錫金邦和阿魯納恰邦都發生過雪崩事件。
洪水是印度最常見的自然災害。西南季風帶來的暴雨導緻布拉馬普特拉河和其他河流的暴漲，經常淹沒周邊地區。大雨為稻農提供基本可靠的自然灌溉和肥力來源，但大水仍會造成數千人死亡、數百萬人流離失所。過量、不穩定或時機不對的季風降雨也會淹沒或以其他方式毀掉農作物。印度幾乎是各處都容易發生洪水。隨著氣候變化加劇，印度中部的山洪和暴雨等極端降水事件在過去幾十年中變得越來越常見。一方面是產生適量降雨的頻率下降，另一方面是極端降雨事件頻率增加，該國年平均降水總量基本上維持在穩定狀態。

### 熱帶氣旋

強烈的瓦爾達氣旋襲擊清奈海岸。

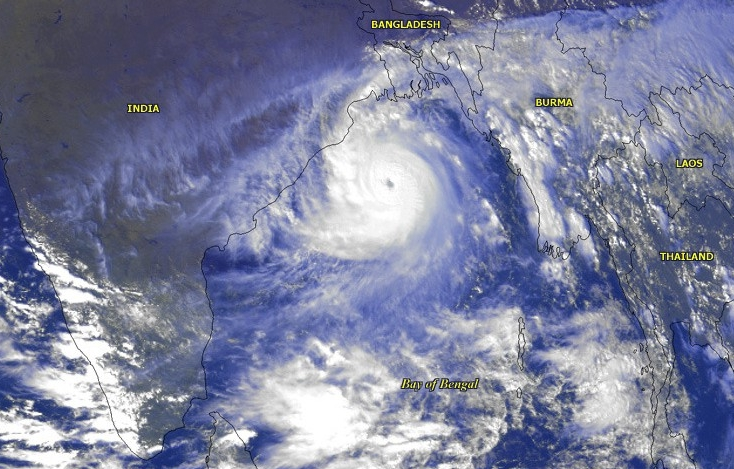
從人造衛星上看孟加拉灣的05B氣旋（Cyclone 05B）。

熱帶氣旋是從熱帶輻合帶產生的嚴重風暴，會影響居住在沿海地區的印度人。熱帶氣旋在孟加拉灣及其周圍的印度洋北部尤為常見。旋風帶來大雨、風暴潮和強風，發生期間常會導致災區無法獲得救援和物資供應。北印度洋的氣旋季節從4月涵蓋到12月，5月到11月是活動高峰。每年平均形成8次持續風速超過63公里/小時（39英里/小時）的風暴，其中有兩個會增強為真正的熱帶氣旋，陣風速度超過117公里/小時（73英里/小時）。當地平均每隔一年就會發生一次大型氣旋（3級或以上（參見薩菲爾-辛普森颶風風力等級））。
孟加拉灣在夏季期間受到太陽強烈照射及加熱，因而生成潮濕且不穩定的氣團，最終演變成氣旋。 1737年加爾各答氣旋、1970年波拉氣旋和1991年孟加拉氣旋是幾個襲擊印度氣旋中威力排名在前的，給印度東部和鄰國孟加拉國海岸造成極大的破壞，及喪失許多生命。在西孟加拉邦、奧迪薩邦、安德拉邦和坦米爾那都邦等臨海的邦，每年都有發生大規模死亡和財產毀壞的報導。印度西海岸毗鄰較為平靜的阿拉伯海，很少發生氣旋，有的話主要發生在古吉拉特邦和馬哈拉什特拉邦，襲擊喀拉拉邦的頻率較低。
1999年奧迪薩邦氣旋是阿拉伯海有史以來最強烈的熱帶氣旋，也是登陸印度最強的熱帶氣旋。峰值風速為260公里/小時（162英里/小時），相當於薩菲爾-辛普森颶風風力等級中的第5級。造成近200萬人無家可歸，另外2,000萬人的生活受到擾亂。官方統計有9,803人因而死亡，非官方估計死亡人數超過10,000人。

### 乾旱

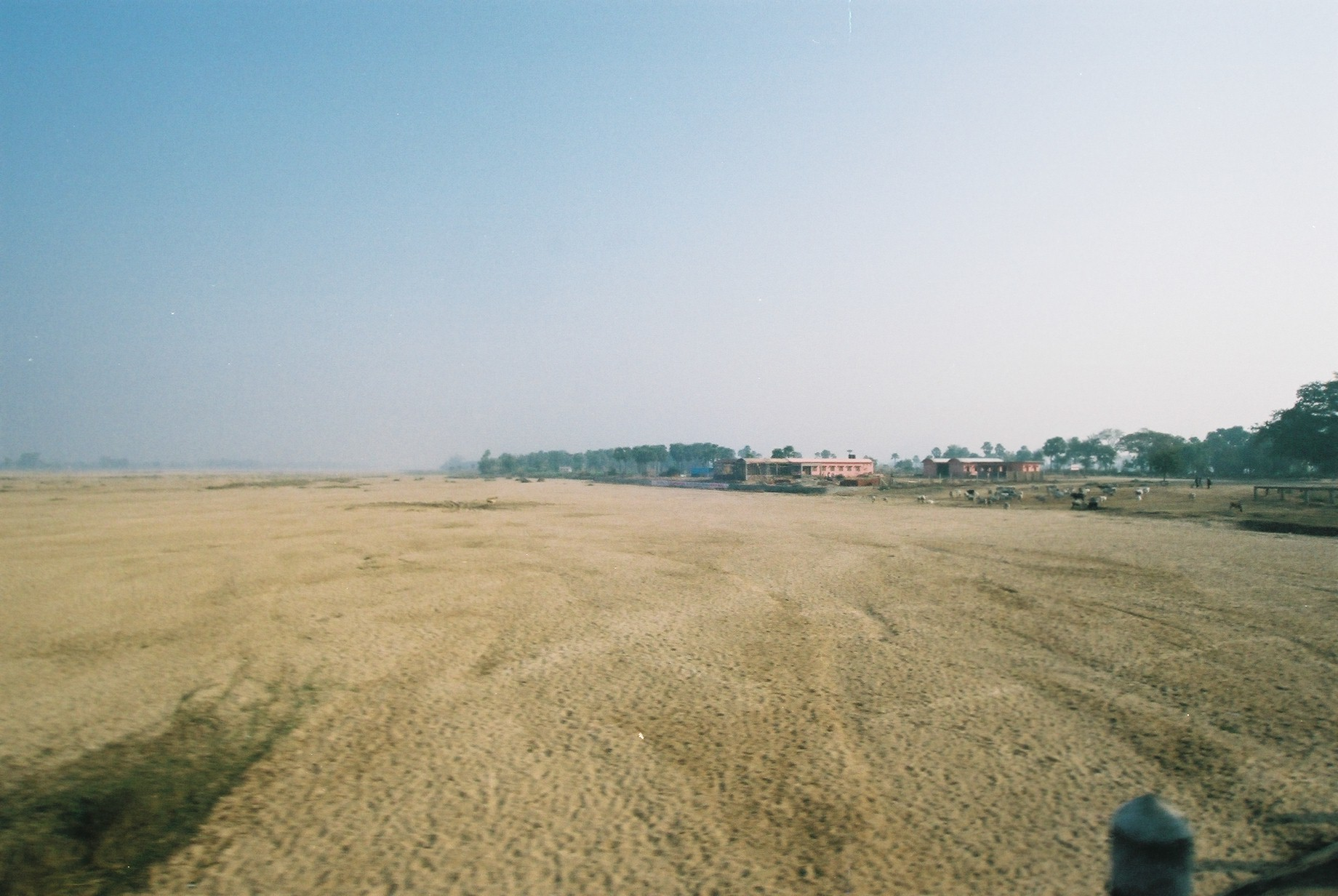
於比哈爾邦尼蘭迦納河（Niranjana River）的乾涸河床。

印度農業嚴重依賴季風帶來的降水。印度的一些地區因為季風消失，導致水資源短缺，農作物產量因而降低。這種情況在主要乾旱地區，例如馬哈拉什特拉邦南部和東部、卡納塔卡邦北部、安的拉邦、奧迪薩邦西部、古吉拉特邦和拉賈斯坦邦尤其容易發生。印度以往會週期性發生乾旱，導致嚴重飢荒（參見印度饑荒）。其中包括1770年孟加拉飢荒，受災地區中多達3分之1的人口死亡、1876-1877年的饑荒，有超過500萬人死亡、1899年的飢荒，有超過450萬人死亡以及1943年孟加拉飢荒，有超過500萬人因飢餓和與飢荒相關的疾病而死亡。
所有的嚴重乾旱事件都與聖嬰-南方振盪現象 (ENSO) 有關聯。與聖嬰現象相關的乾旱也與印度農業產量的週期性下降有關聯。然而ENSO與印度洋異常高的海面溫度同時發生 - 其中一次在1997年和1998年間，比歷史紀錄高出3°C (5°F) - 導致海水蒸發增加，印度洋出現異常潮濕的天氣。這種異常現象發生在1990年代開始的全球變暖時期。一個對比現像是南印度洋上空沒有形成通常的高壓氣團，而是形成與ENSO相關的海洋低壓輻合中心，它繼而不斷從中亞吸引乾燥空氣，使印度在原本潮濕的夏季季風季節因為反向氣流而變得乾燥。ENSO事件提高太平洋中部海面溫度的程度而影響到印度的乾旱程度。

### 熱浪
於2005年進行的一項研究，結論是於1991-2000年10年間熱浪的頻率、持續時間和空間覆蓋範圍比1971-1980年和1981-1990年兩個10年期均有顯著增加。於1998年發生在奧迪薩邦的嚴重熱浪造成近1,300人死亡。根據觀察，印度與熱浪相關的死亡率在2005年之前即已開始增加。發生於2015年的熱浪造成2,500多印度人死亡。 印度氣象局於2024年4月預測，在4月至6月的3個月期間，熱浪持續的時間比正常情況下的4至8天多出約10至20天。於2024年6月，氣溫達到50°C，而新德里的氣溫在一夜之間達到6年來的最高溫度 。據報導，這次熱浪至少已造成5人死亡。

## 極端天氣事件

### 極端氣溫：低溫
位於印度北端拉達克（聯邦屬地）的德拉斯最低氣溫記錄為-45.0°C (-49°F)。然而位於Bilafond La附近的錫亞琴冰河（海拔5,450公尺）和Sia La山口（海拔5,589公尺）的氣溫已降至-55°C (−67°F) 以下，而暴風雪導致風速過快250公里/小時（155英里/小時）。在印度和巴基斯坦的錫亞琴冰川衝突期間，雙方士兵約有15,000名傷亡，其中97%以上是由嚴寒,而非軍事行動所造成。

### 極端氣溫：高溫
印度有記錄以來的最高氣溫於2016年5月16日在拉賈斯坦邦的帕洛迪出現，為51.0°C (124°F)。印度氣象局宣佈德里於2024年5月29日的氣溫為52.9°C（127°F），經查證後發現實際溫度比報告值低了3度。 於2016年5月2日，位於巴基斯坦邊境附近的傑伊瑟爾梅爾縣記錄有高達52.4°C (126°F) 的氣溫，但測量條件是否符合標準仍有待釐清。

### 降雨

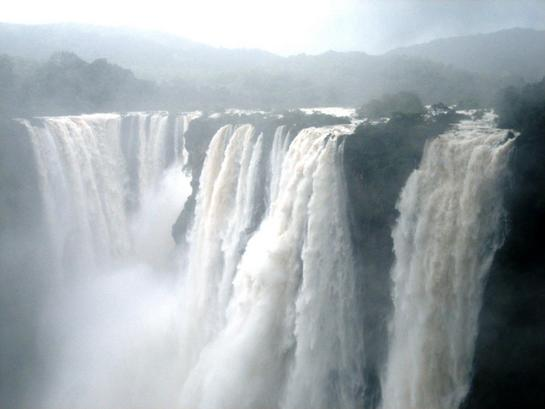
豪大雨造成位於印度卡納塔卡邦最高瀑布的急流

梅加拉亞邦東北部丘陵地區的毛辛拉姆村的年均降水量為11,861毫米（467吋），是亞洲，乃至地球上有紀錄以來最高的。而被官方認為是世界上降水最多的地方。毛辛拉姆村的海拔為1,401公尺（4,596英尺），毗鄰喜馬拉雅山脈和孟加拉灣。近年來，乞拉朋吉-莫辛拉姆地區的年均降雨量在9,296至10,820毫米（366至426英吋）之間，乞拉朋吉至少有段時期每日降雨，持續近兩年的時間。印度單日最高降雨量記錄發生在2005年7月26日，當時孟買降雨量達到944毫米（37英吋），此次降雨造成大規模洪水，有900多人因此死亡。

### 降雪
在查謨和克什米爾的偏遠地區，例如比爾本賈爾嶺，曾下過規模異常大的降雪。克什米爾有記錄的最高月降雪量發生在1967年2月，當時古爾馬爾格的降雪量為8.4公尺（27.6英尺），不過印度氣象局記錄當時的克什米爾幾個地區的積雪厚度高達12公尺（39.4英尺） 。 於2005年2月，該地的一場西風擾動給部分地區帶來高達2公尺（6.6英尺）的降雪，造成200多人死亡。

## 氣候變化
印度在2019年全球受氣候變化影響最嚴重國家名單中排名第7。該國於2021年每年排放的溫室氣體約為3吉噸（Gt=十億噸）二氧化碳當量（CO2eq），人均排放量約為兩噸半，低於世界平均值。該國人口於世界人口的佔比為17%，而排放量於全球的佔比為7%。根據總部設於德國的非營利、非政府組織Germanwatch創立的氣候變化績效指數，顯示印度氣候變化於2021年的整體績效在63個國家中排名第8，這63個國家於當年的溫室氣體排放量佔全球的92%。印度於2023年的氣候變化績效指數排名仍為第8。

## 大氣污染

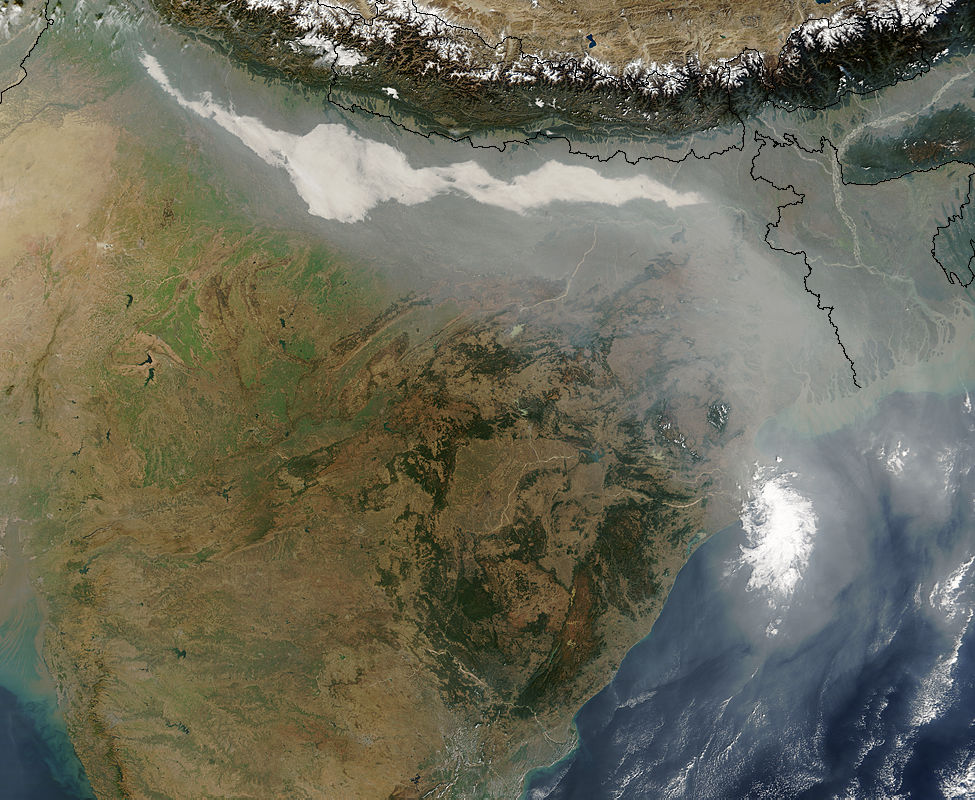
於2004年攝得的衛星照片，顯示濃厚的霾和煙霧將印度北部恆河盆地籠罩。該地區的懸浮微粒被認為是印度西北部居民燃燒生物質所造成，加上從1980年代開始於印度北部大城市出現的空氣污染，而來自巴基斯坦和中東的沙漠塵埃也將此種微粒的混合情況加劇。

發生在印度西北部因當地人燃燒生物質產生的霾和煙霧[以及印度北部大型工業城市產生的空氣污染通常會在恆河流域聚集。盛行的西風攜帶氣溶膠沿著陡峭的青藏高原南緣流向印度東部和孟加拉灣。喜馬拉雅山脈南緣的灰塵和黑碳被風吹向更高的海拔，會吸收短波輻射並將青藏高原上的大氣加熱。由於氣溶膠吸熱造成的淨大氣加熱，使得空氣溫度升高並產生對流，進而將更多水氣帶入對流層中層。這種增加的水氣又反過來加劇氣溶膠的加熱，形成一個正回饋循環。地表溫度為之上升，進而加劇氣候變化。]結果是極端天氣事件頻率增加、降水模式受到影響、空氣品質更為惡化以及生態系統受到影響。

## 附註
1. ↑  IMD-designated post-monsoon season coincides with the northeast monsoon, the effects of which are significant only in some parts of India.